# Holmenkollbakken
Der Holmenkollbakken ist eine Skisprungschanze am Berg Holmenkollen im Stadtgebiet von Oslo, der Hauptstadt Norwegens. Die Schanze ist Teil der Holmenkollen nasjonalanlegg (norwegisch für Holmenkollen Nationalanlage), einer Trainings- und Wettkampfstätte für Ski Nordisch und Biathlon.
Der Holmenkollbakken gilt als älteste Sprunganlage der Welt. Die Anlage, die gegen Ende des 19. Jahrhunderts errichtet wurde, wurde jedoch mehrfach umgebaut. Die heutigen Bauten sind deutlich jüngeren Datums und wurden nach einem Abriss der Vorgängerbauten ab dem Herbst 2008 errichtet.

## Namensherkunft
Verbreitet wird berichtet, dass der Holmenkollen nach dem Arzt Ingebrigt Holm benannt sei, der seit 1889 auf dem Berg zunächst ein Hotel, später auch ein Sanatorium unterhielt. Diese Herleitung des Namens taucht aber nicht in norwegischsprachigen Quellen auf. Tatsächlich ist das Gebiet bereits auf einer Karte aus dem Jahr 1800 als „Holmen“ eingezeichnet.

## Wintersportanlagen
Der erste Skisprungwettkampf am Holmenkollen fand am 31. Januar 1892 statt, der erste Schanzenrekord wurde mit 21,5 Meter durch Arne Ustvedt aufgestellt. 1952 wurden auf dem Holmenkollen die Olympischen Winterspiele ausgetragen. Die hier stattfindenden Weltcupwettbewerbe in den Sportarten Skispringen, Skilanglauf, Nordische Kombination und Biathlon ziehen jährlich zehntausende Besucher an. Im März 2013 fand erstmals ein Skisprung-Weltcup der Damen statt. Es war der erste Großschanzen-Weltcup in der Geschichte des Damen-Skispringens.
Im Herbst 2008 wurde damit begonnen, die Schanze aus Stahlbeton abzureißen und durch einen Neubau zu ersetzen. Die Umsetzung des länger geplanten Vorhabens war zum Teil abhängig vom Ausgang der Vergabe der Nordischen Skiweltmeisterschaft 2011, wofür sich Oslo-Holmenkollen, Zakopane (Polen) und Val di Fiemme (Italien) beworben hatten. Diese Entscheidung fiel am 25. Mai 2006 zugunsten der Stadt Oslo. Im September 2008 wurde mit dem Abriss der Tribünen begonnen, die Schanze wurde am 16. Oktober demontiert. Der spektakuläre stählerne Neubau in freitragender Konstruktion wurde im Frühjahr 2009 begonnen. Wegen des Umbaus konnte in der Saison 2008/09 kein Springen am Holmenkollen stattfinden. Das Profil des Aufsprunghangs wurde beim Umbau nur leicht verändert, so dass der K-Punkt der neuen Schanze bei 120 Metern liegt.

## Holmenkollen-Skifestival
Das seit 1892 jährlich stattfindende Holmenkollen-Skifestival ist der älteste am Holmenkollen ausgetragene Skiwettbewerb (aktuelle Disziplinen: Skispringen, Nordische Kombination, Biathlon, Langlauf). In den Jahren 1898, 1941 bis 1945 (Zweiter Weltkrieg), 2009 (Umbau der Schanze) und 2011 (Nordische Skiweltmeisterschaften 2011) gab es kein Holmenkollen-Skifestival. In den Jahren, in denen es während des FIS-Skisprung-Weltcups ein Springen auf dem Holmenkollen gibt, übernimmt dieses die Funktion des Holmenkollen-Skifestivals.
1939 konnte mit dem Schweden Sven Selånger erstmals ein Nichtnorweger den traditionellen Wettbewerb gewinnen, wofür er im selben Jahr – ebenfalls als erster Nichtnorweger – die Holmenkollen-Medaille bekam.  Der Deutsche Helmut Recknagel gewann das Springen als erster Nicht-Skandinavier im Jahr 1957 und bekam 1960 ebenfalls als erster Nicht-Skandinavier die Holmenkollen-Medaille. Die meisten Erfolge beim Skispringen des Holmenkollen Ski Festivals konnte der Pole Adam Małysz mit insgesamt 5 Siegen verbuchen (1996, 2001, 2003, 2006, 2007). Der erfolgreichste Deutsche ist Severin Freund mit drei Siegen (2014, 2015, 2015).

## Olympische Spiele und Weltmeisterschaften
Bisher wurden folgende große Wettbewerbe auf dem Holmenkollen durchgeführt:
| Datum            | Kategorie                    | 1. Platz                                                                      | 2. Platz                                                            | 3. Platz                                                            |
| ---------------- | ---------------------------- | ----------------------------------------------------------------------------- | ------------------------------------------------------------------- | ------------------------------------------------------------------- |
| 27. März 1930    | Weltmeisterschaft 1930       | Gunnar Andersen                                                               | Reidar Andersen                                                     | Sigmund Ruud                                                        |
| 14. Februar 1952 | Olympische Winterspiele 1952 | Arnfinn Bergmann                                                              | Torbjørn Falkanger                                                  | Karl Holmström                                                      |
| 17. Februar 1966 | Weltmeisterschaft 1966       | Bjørn Wirkola                                                                 | Takashi Fujisawa                                                    | Kjell Sjöberg                                                       |
| 26. Februar 1982 | Weltmeisterschaft 1982       | NorwegenJohan Sætre Per Bergerud Ole Bremseth Olav Hansson                    | ÖsterreichHans Wallner Hubert Neuper Armin Kogler Andreas Felder    | FinnlandKeijo Korhonen Jari Puikkonen Pentti Kokkonen Matti Nykänen |
| 28. Februar 1982 | Weltmeisterschaft 1982       | Matti Nykänen                                                                 | Olav Hansson                                                        | Armin Kogler                                                        |
| 3. März 2011     | Weltmeisterschaft 2011       | Gregor Schlierenzauer                                                         | Thomas Morgenstern                                                  | Simon Ammann                                                        |
| 5. März 2011     | Weltmeisterschaft 2011       | ÖsterreichGregor Schlierenzauer Martin Koch Andreas Kofler Thomas Morgenstern | NorwegenAnders Jacobsen Johan Remen Evensen Anders Bardal Tom Hilde | SlowenienPeter Prevc Jurij Tepeš Jernej Damjan Robert Kranjec       |

## Internationale Wettbewerbe
Die folgende Übersicht enthält alle übrigen von der FIS organisierten Sprungwettbewerbe.
| Datum            | Kategorie       | K-Punkt / HS | 1. Platz                                                                                | 2. Platz                                                                        | 3. Platz                                                                     |
| ---------------- | --------------- | ------------ | --------------------------------------------------------------------------------------- | ------------------------------------------------------------------------------- | ---------------------------------------------------------------------------- |
| 16. März 1980    | Weltcup         | K105         | Armin Kogler                                                                            | Jari Puikkonen                                                                  | Hubert Neuper                                                                |
| 15. März 1981    | Weltcup         | K105         | Roger Ruud                                                                              | Horst Bulau                                                                     | Johan Sætre                                                                  |
| 13. März 1983    | Weltcup         | K105         | Steinar Bråten                                                                          | Horst Bulau                                                                     | Armin Kogler                                                                 |
| 11. März 1984    | Weltcup         | K105         | Vladimír Podzimek                                                                       | Pavel Ploc                                                                      | Ole Christian Eidhammer                                                      |
| 10. März 1985    | Weltcup         | K105         | Matti Nykänen                                                                           | Franz Wiegele                                                                   | Gérard Balanche                                                              |
| 16. März 1986    | Weltcup         | K105         | Ernst Vettori                                                                           | Matti Nykänen                                                                   | Andreas Felder                                                               |
| 21. März 1987    | Weltcup         | K105         | Andreas Felder                                                                          | Ari-Pekka Nikkola                                                               | Miran Tepeš                                                                  |
| 20. März 1988    | Weltcup         | K105         | Erik Johnsen                                                                            | Ole Gunnar Fidjestøl                                                            | Günther Stranner                                                             |
| 5. März 1989     | Weltcup         | K105         | Jens Weißflog                                                                           | Jon Inge Kjørum                                                                 | Kent Johanssen                                                               |
| 17. März 1991    | Weltcup         | K105         | Ernst Vettori                                                                           | Stefan Horngacher                                                               | Staffan Tällberg                                                             |
| 15. März 1992    | Weltcup         | K105         | Toni Nieminen                                                                           | Jiří Parma                                                                      | Martin Höllwarth                                                             |
| 14. März 1993    | Weltcup         | K120         | Espen Bredesen                                                                          | Didier Mollard                                                                  | Jaroslav Sakala                                                              |
| 12. Februar 1995 | Weltcup         | K110         | Andreas Goldberger                                                                      | Takanobu Okabe                                                                  | Jens Weißflog                                                                |
| 15. März 1996    | Weltcup         | K110         | ÖsterreichMartin Höllwarth Andreas Widhölzl Reinhard Schwarzenberger Andreas Goldberger | NorwegenSturle Holseter Roar Ljøkelsøy Espen Bredesen Pål Hansen                | DeutschlandGerd Siegmund Christof Duffner Michael Uhrmann Jens Weißflog      |
| 17. März 1996    | Weltcup         | K110         | Adam Małysz                                                                             | Janne Ahonen                                                                    | Masahiko Harada                                                              |
| 16. März 1997    | Weltcup         | K112         | Kazuyoshi Funaki                                                                        | Hiroya Saitō                                                                    | Bruno Reuteler                                                               |
| 15. März 1998    | Weltcup         | K112         | Primož Peterka                                                                          | Bruno Reuteler                                                                  | Masahiko Harada                                                              |
| 14. März 1999    | Weltcup         | K115         | Noriaki Kasai                                                                           | Martin Schmitt                                                                  | Kazuyoshi Funaki                                                             |
| 12. März 2000    | Weltcup         | K115         | Sven Hannawald                                                                          | Ville Kantee                                                                    | Janne Ahonen                                                                 |
| 11. März 2001    | Weltcup         | K115         | Adam Małysz                                                                             | Stefan Horngacher                                                               | Martin Schmitt                                                               |
| 17. März 2002    | Weltcup         | K115         | Simon Ammann                                                                            | Sven Hannawald                                                                  | Adam Małysz                                                                  |
| 8. März 2003     | Weltcup         | K115         | ÖsterreichThomas Morgenstern Christian Nagiller Florian Liegl Andreas Widhölzl          | FinnlandVeli-Matti Lindström Tami Kiuru Arttu Lappi Matti Hautamäki             | DeutschlandGeorg Späth Michael Uhrmann Martin Schmitt Sven Hannawald         |
| 9. März 2003     | Weltcup         | K115         | Adam Małysz                                                                             | Florian Liegl Roar Ljøkelsøy                                                    |                                                                              |
| 29. Februar 2004 | FIS-Springen    | K115         | Anette Sagen Daniela Iraschko                                                           |                                                                                 | Lindsey Van                                                                  |
| 14. März 2004    | Weltcup         | K115         | Roar Ljøkelsøy                                                                          | Simon Ammann                                                                    | Bjørn Einar Romøren                                                          |
| 12. März 2005    | Continental Cup | HS128        | Anette Sagen                                                                            | Lindsey Van                                                                     | Jessica Jerome                                                               |
| 13. März 2005    | Weltcup         | HS128        | Matti Hautamäki                                                                         | Bjørn Einar Romøren                                                             | Michael Uhrmann                                                              |
| 12. März 2006    | Weltcup         | HS128        | Adam Małysz                                                                             | Thomas Morgenstern                                                              | Andreas Kofler                                                               |
| 17. März 2007    | Weltcup         | HS128        | Adam Małysz                                                                             | Andreas Küttel                                                                  | Anders Bardal                                                                |
| 18. März 2007    | Weltcup         | HS128        | Simon Ammann                                                                            | Martin Koch                                                                     | Matti Hautamäki                                                              |
| 9. März 2008     | Weltcup         | HS128        | Gregor Schlierenzauer                                                                   | Tom Hilde                                                                       | Bjørn Einar Romøren                                                          |
| 6. März 2010     | Continental Cup | HS128        | David Unterberger                                                                       | Richard Freitag                                                                 | Rafał Śliż                                                                   |
| 7. März 2010     | Continental Cup | HS128        | David Unterberger                                                                       | Rafał Śliż                                                                      | Florian Schabereiter                                                         |
| 14. März 2010    | Weltcup         | HS134        | Simon Ammann                                                                            | Adam Małysz                                                                     | Andreas Kofler                                                               |
| 11. März 2012    | Weltcup         | HS134        | Martin Koch                                                                             | Severin Freund                                                                  | Robert Kranjec                                                               |
| 17. März 2013    | Weltcup         | HS134        | Sarah Hendrickson                                                                       | Sara Takanashi                                                                  | Jacqueline Seifriedsberger                                                   |
| 17. März 2013    | Weltcup         | HS134        | Piotr Żyła Gregor Schlierenzauer                                                        |                                                                                 | Robert Kranjec                                                               |
| 8. März 2014     | Weltcup         | HS134        | Sara Takanashi                                                                          | Katja Požun                                                                     | Yūki Itō                                                                     |
| 9. März 2014     | Weltcup         | HS134        | Severin Freund                                                                          | Anders Bardal                                                                   | Kamil Stoch                                                                  |
| 13. März 2015    | Weltcup         | HS134        | Sara Takanashi                                                                          | Sarah Hendrickson                                                               | Taylor Henrich                                                               |
| 14. März 2015    | Weltcup         | HS134        | Severin Freund                                                                          | Peter Prevc                                                                     | Rune Velta                                                                   |
| 15. März 2015    | Weltcup         | HS134        | Severin Freund                                                                          | Noriaki Kasai                                                                   | Peter Prevc Kamil Stoch                                                      |
| 4. Februar 2016  | Weltcup         | HS134        | Sara Takanashi                                                                          | Maren Lundby                                                                    | Irina Awwakumowa                                                             |
| 6. Februar 2016  | Weltcup         | HS134        | SlowenienJurij Tepeš Domen Prevc Robert Kranjec Peter Prevc                             | NorwegenDaniel-André Tande Anders Fannemel Johann André Forfang Kenneth Gangnes | JapanTaku Takeuchi Kento Sakuyama Daiki Itō Noriaki Kasai                    |
| 7. Februar 2016  | Weltcup         | HS134        | Wettkampf wegen starken Windes abgebrochen                                              | Wettkampf wegen starken Windes abgebrochen                                      | Wettkampf wegen starken Windes abgebrochen                                   |
| 11. März 2017    | Raw Air         | HS134        | ÖsterreichMichael Hayböck Manuel Fettner Markus Schiffner Stefan Kraft                  | DeutschlandMarkus Eisenbichler Stephan Leyhe Richard Freitag Andreas Wellinger  | PolenPiotr Żyła Kamil Stoch Dawid Kubacki Maciej Kot                         |
| 12. März 2017    | Weltcup         | HS134        | Yūki Itō                                                                                | Sara Takanashi                                                                  | Maren Lundby                                                                 |
| 12. März 2017    | Raw Air         | HS134        | Stefan Kraft                                                                            | Andreas Wellinger                                                               | Markus Eisenbichler                                                          |
| 10. März 2018    | Raw Air         | HS134        | NorwegenDaniel-André Tande Andreas Stjernen Johann André Forfang Robert Johansson       | PolenMaciej Kot Stefan Hula Dawid Kubacki Kamil Stoch                           | ÖsterreichGregor Schlierenzauer Clemens Aigner Michael Hayböck Stefan Kraft  |
| 11. März 2018    | Weltcup         | HS134        | Maren Lundby                                                                            | Daniela Iraschko-Stolz                                                          | Yūki Itō                                                                     |
| 11. März 2018    | Raw Air         | HS134        | Daniel-André Tande                                                                      | Stefan Kraft                                                                    | Michael Hayböck                                                              |
| 9. März 2019     | Weltcup/Raw Air | HS134        | NorwegenJohann André Forfang Robin Pedersen Marius Lindvik Robert Johansson             | JapanYukiya Satō Noriaki Kasai Junshirō Kobayashi Ryōyū Kobayashi               | ÖsterreichMichael Hayböck Manuel Fettner Philipp Aschenwald Stefan Kraft     |
| 10. März 2019    | Weltcup/Raw Air | HS134        | Daniela Iraschko-Stolz                                                                  | Juliane Seyfarth                                                                | Katharina Althaus                                                            |
| 10. März 2019    | Weltcup/Raw Air | HS134        | Robert Johansson                                                                        | Stefan Kraft                                                                    | Peter Prevc                                                                  |
| 7. März 2020     | Weltcup/Raw Air | HS134        | NorwegenJohann André Forfang Robert Johansson Daniel-André Tande Marius Lindvik         | DeutschlandConstantin Schmid Pius Paschke Stephan Leyhe Karl Geiger             | SlowenienŽiga Jelar Timi Zajc Anže Lanišek Peter Prevc                       |
| 8. März 2020     | Weltcup/Raw Air | HS134        | Wettkampf der Männer abgesagt                                                           | Wettkampf der Männer abgesagt                                                   | Wettkampf der Männer abgesagt                                                |
| 8. März 2020     | Weltcup/Raw Air | HS134        | Wettkampf der Frauen abgesagt                                                           | Wettkampf der Frauen abgesagt                                                   | Wettkampf der Frauen abgesagt                                                |
| 4. März 2022     | Weltcup/Raw Air | HS134        | SlowenienUrša Bogataj Lovro Kos Nika Križnar Timi Zajc                                  | ÖsterreichChiara Kreuzer Manuel Fettner Marita Kramer Stefan Kraft              | NorwegenAnna Odine Strøm Robert Johansson Silje Opseth Halvor Egner Granerud |
| 5. März 2022     | Weltcup/Raw Air | HS134        | Silje Opseth                                                                            | Nika Križnar                                                                    | Sara Takanashi                                                               |
| 5. März 2022     | Weltcup/Raw Air | HS134        | Marius Lindvik                                                                          | Markus Eisenbichler                                                             | Robert Johansson                                                             |
| 6. März 2022     | Weltcup/Raw Air | HS134        | Daniel-André Tande                                                                      | Anže Lanišek                                                                    | Stefan Kraft                                                                 |
| 6. März 2022     | Weltcup/Raw Air | HS134        | Sara Takanashi                                                                          | Urša Bogataj                                                                    | Yūki Itō                                                                     |
| 11. März 2023    | Weltcup/Raw Air | HS134        | Anže Lanišek                                                                            | Stefan Kraft                                                                    | Karl Geiger                                                                  |
| 11. März 2023    | Weltcup/Raw Air | HS134        | Chiara Kreuzer                                                                          | Ema Klinec                                                                      | Anna Odine Strøm                                                             |
| 12. März 2023    | Weltcup/Raw Air | HS134        | Ema Klinec                                                                              | Chiara Kreuzer                                                                  | Anna Odine Strøm                                                             |
| 12. März 2023    | Weltcup/Raw Air | HS134        | Stefan Kraft                                                                            | Anže Lanišek                                                                    | Dawid Kubacki                                                                |
| 9. März 2024     | Weltcup/Raw Air | HS134        | Stefan Kraft                                                                            | Kristoffer Eriksen Sundal                                                       | Jan Hörl                                                                     |
| 9. März 2024 1   | Weltcup/Raw Air | HS134        | Silje Opseth                                                                            | Katharina Schmid                                                                | Eirin Maria Kvandal                                                          |
| 10. März 2024    | Weltcup/Raw Air | HS134        | Johann André Forfang                                                                    | Ryōyū Kobayashi                                                                 | Stefan Kraft                                                                 |
| 10. März 2024    | Weltcup/Raw Air | HS134        | Eirin Maria Kvandal                                                                     | Nika Prevc                                                                      | Eva Pinkelnig                                                                |
| 13. März 2025    | Weltcup/Raw Air | HS134        | Nika Prevc                                                                              | Anna Odine Strøm                                                                | Eirin Maria Kvandal                                                          |
| 13. März 2025    | Weltcup/Raw Air | HS134        | Ryōyū Kobayashi                                                                         | Jan Hörl                                                                        | Karl Geiger                                                                  |

## Entwicklung in Bildern

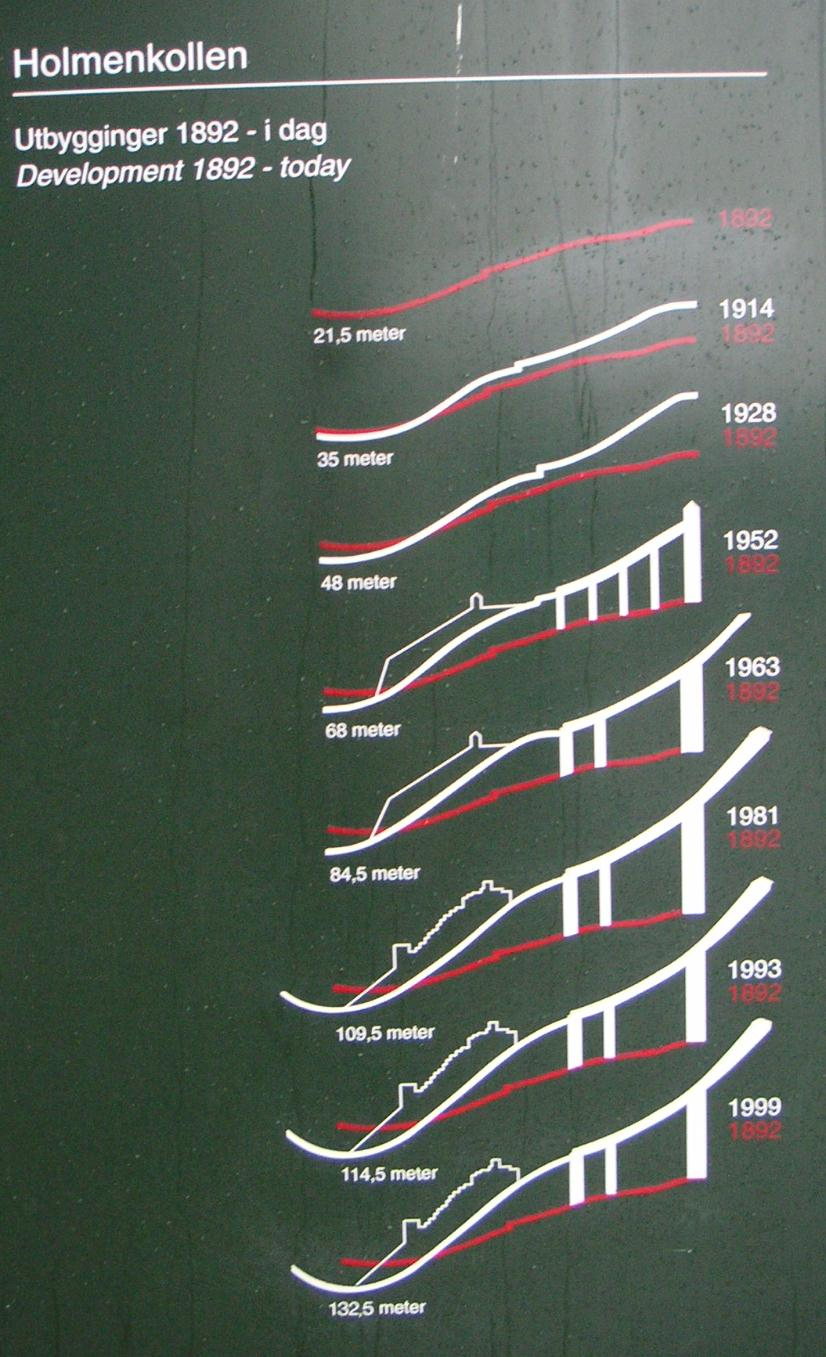
Entwicklung der Schanze
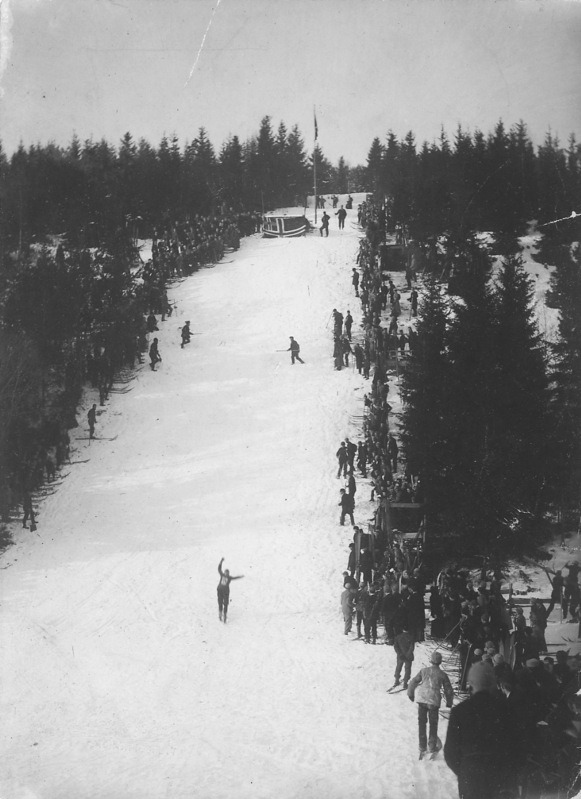
Schanze 1892
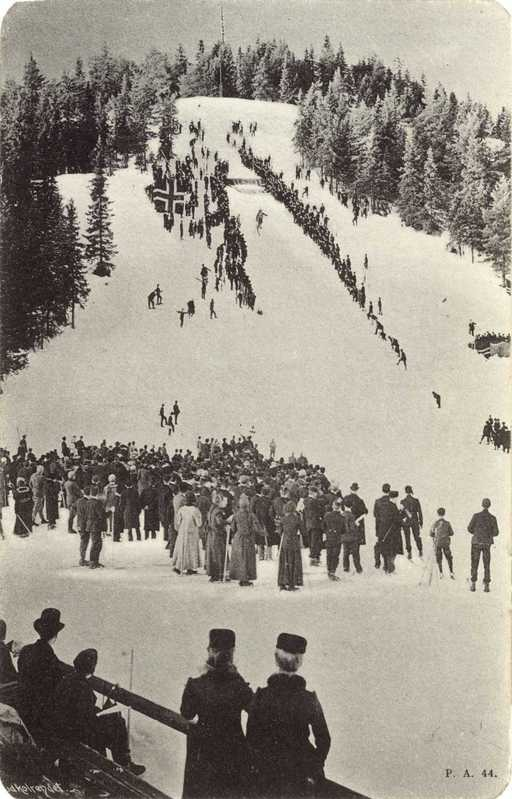
Springen auf der Schanze 1901
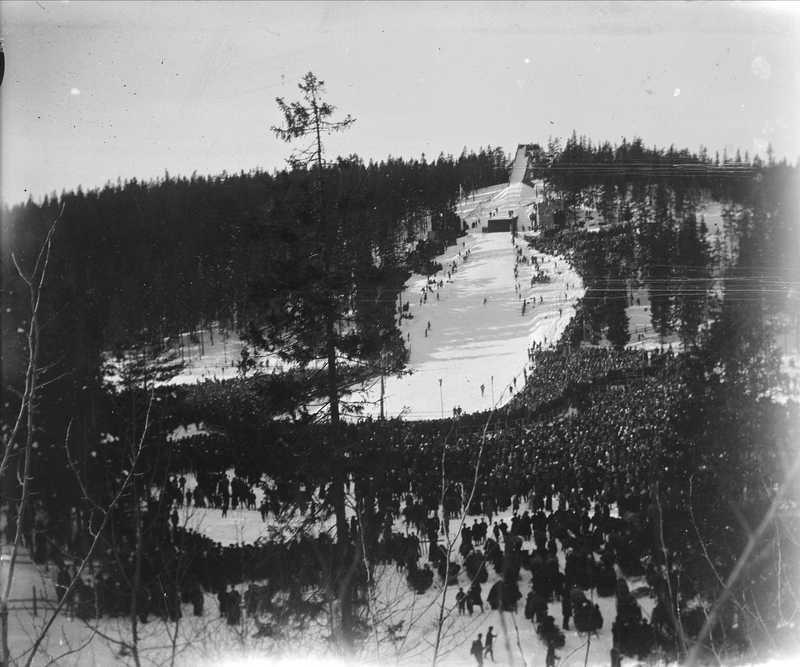
Die Schanze 1918
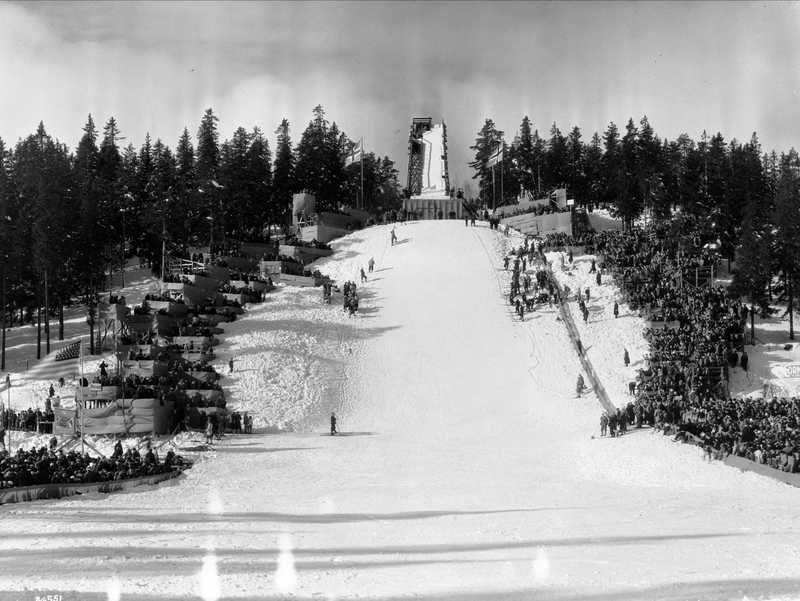
Die Schanze 1931
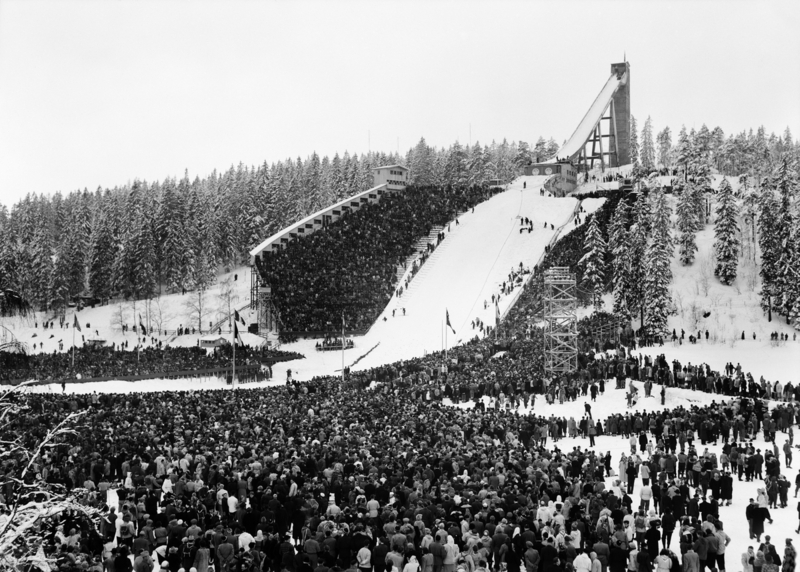
Skispiele 1951
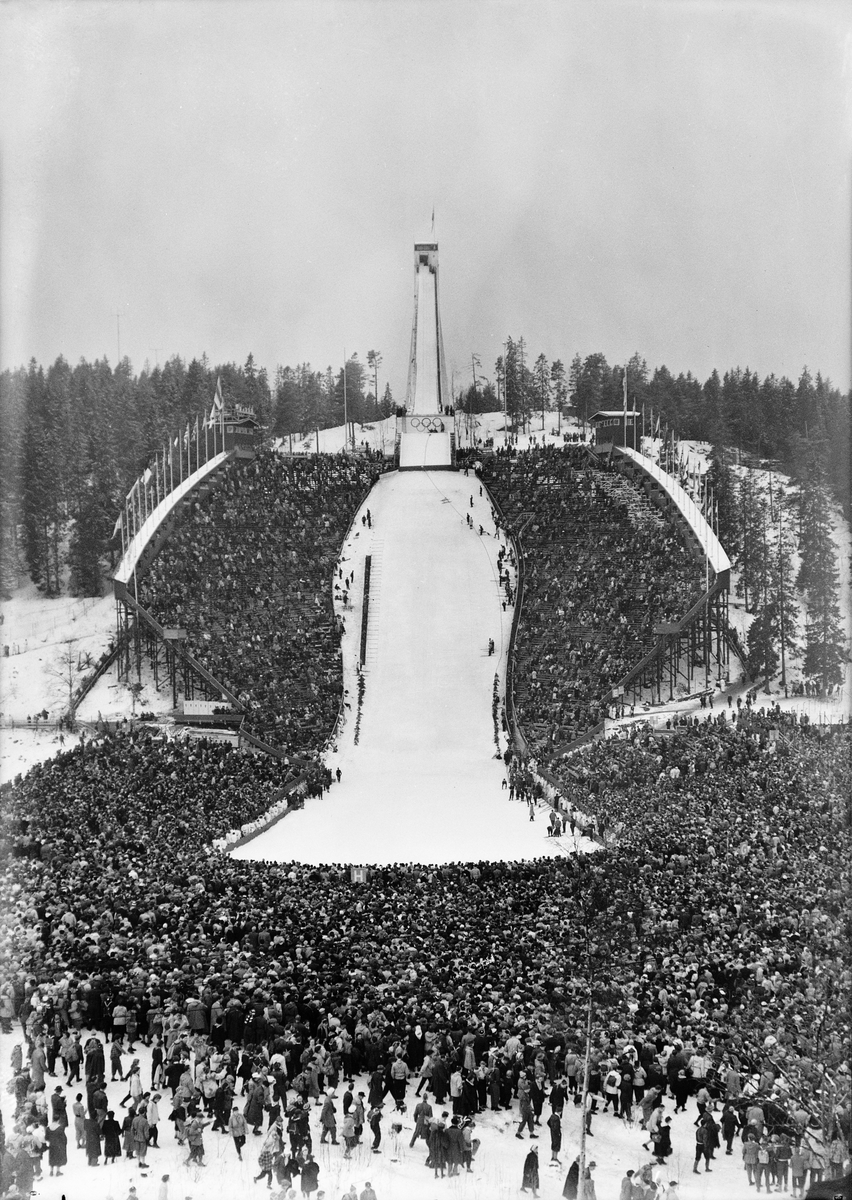
Die Schanze bei den Olympischen Winterspielen 1952
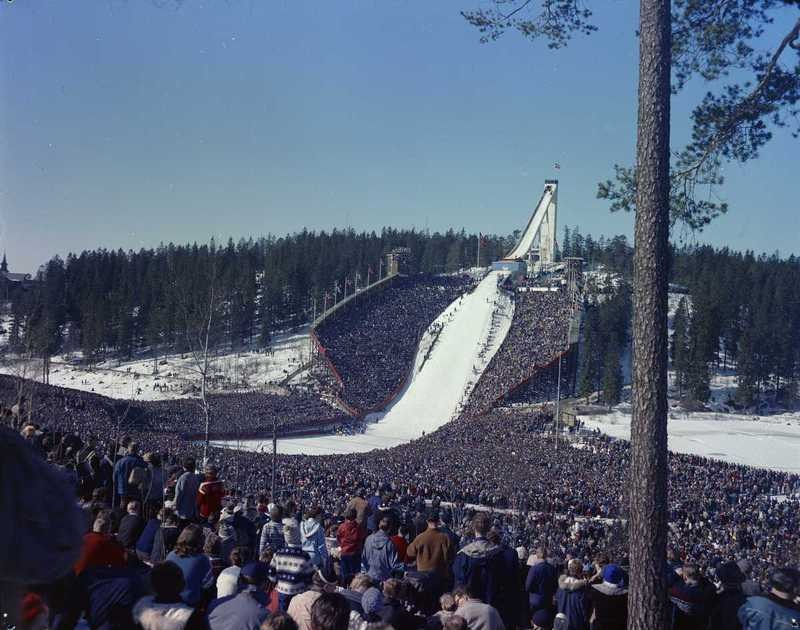
Die Schanze beim Skifestival 1960
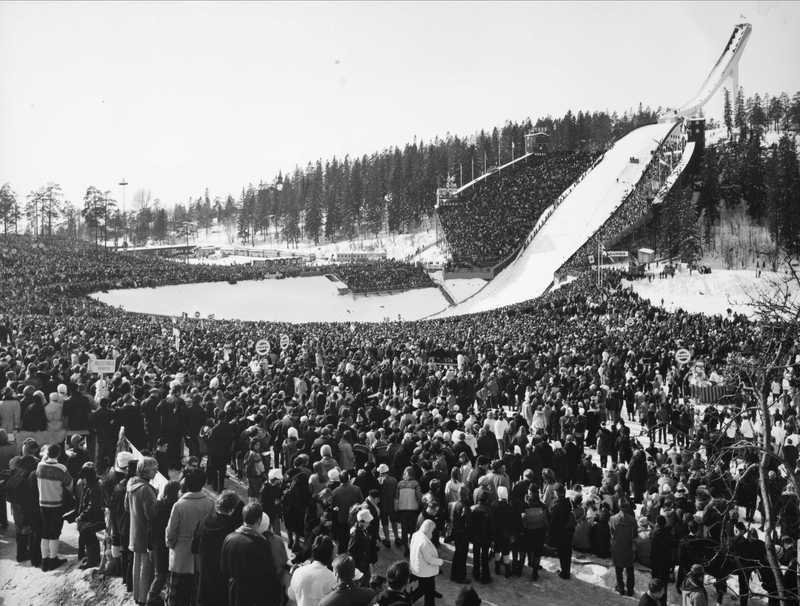
Die Schanze 1973
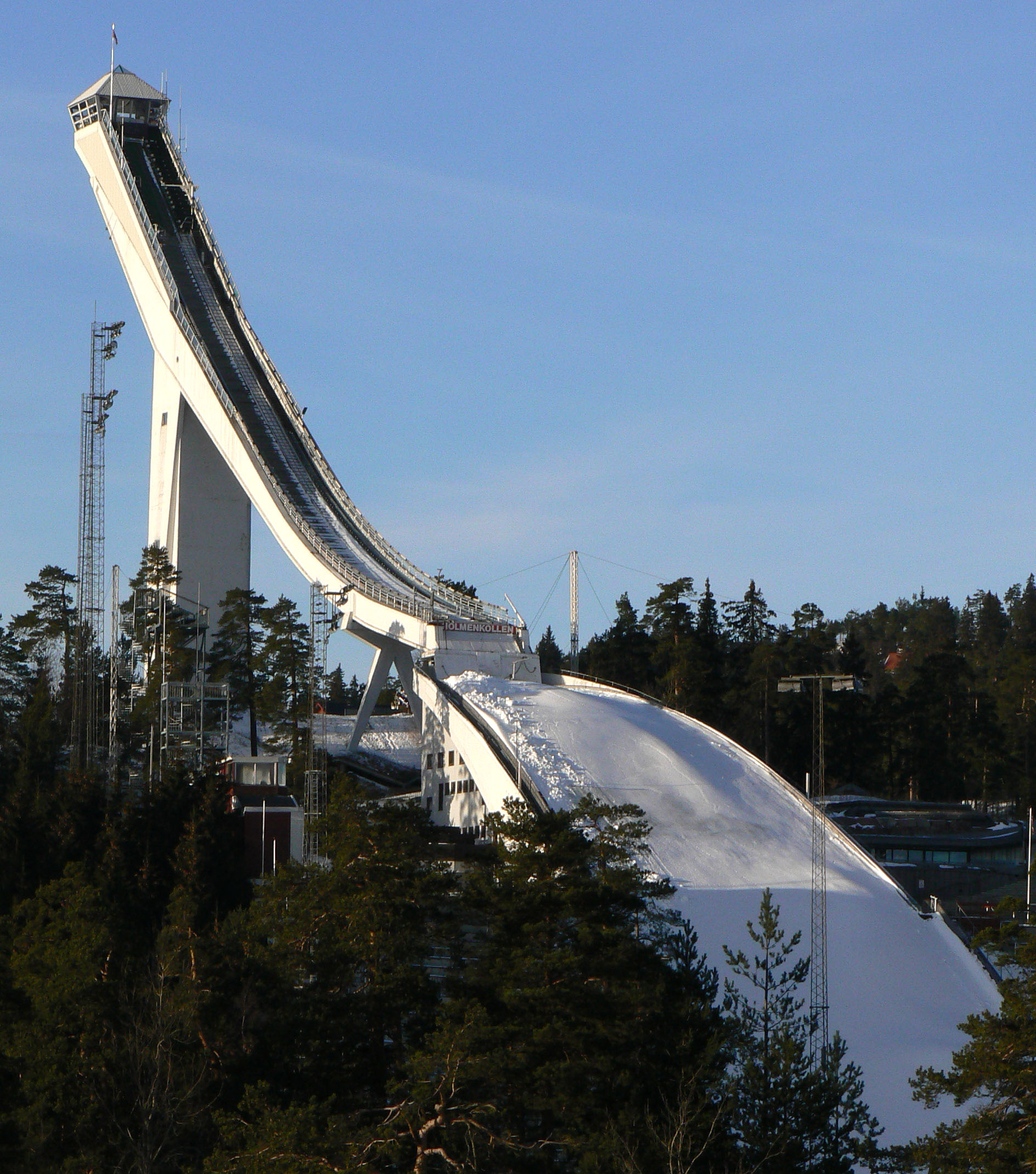
Die Schanze bis Ende 2007
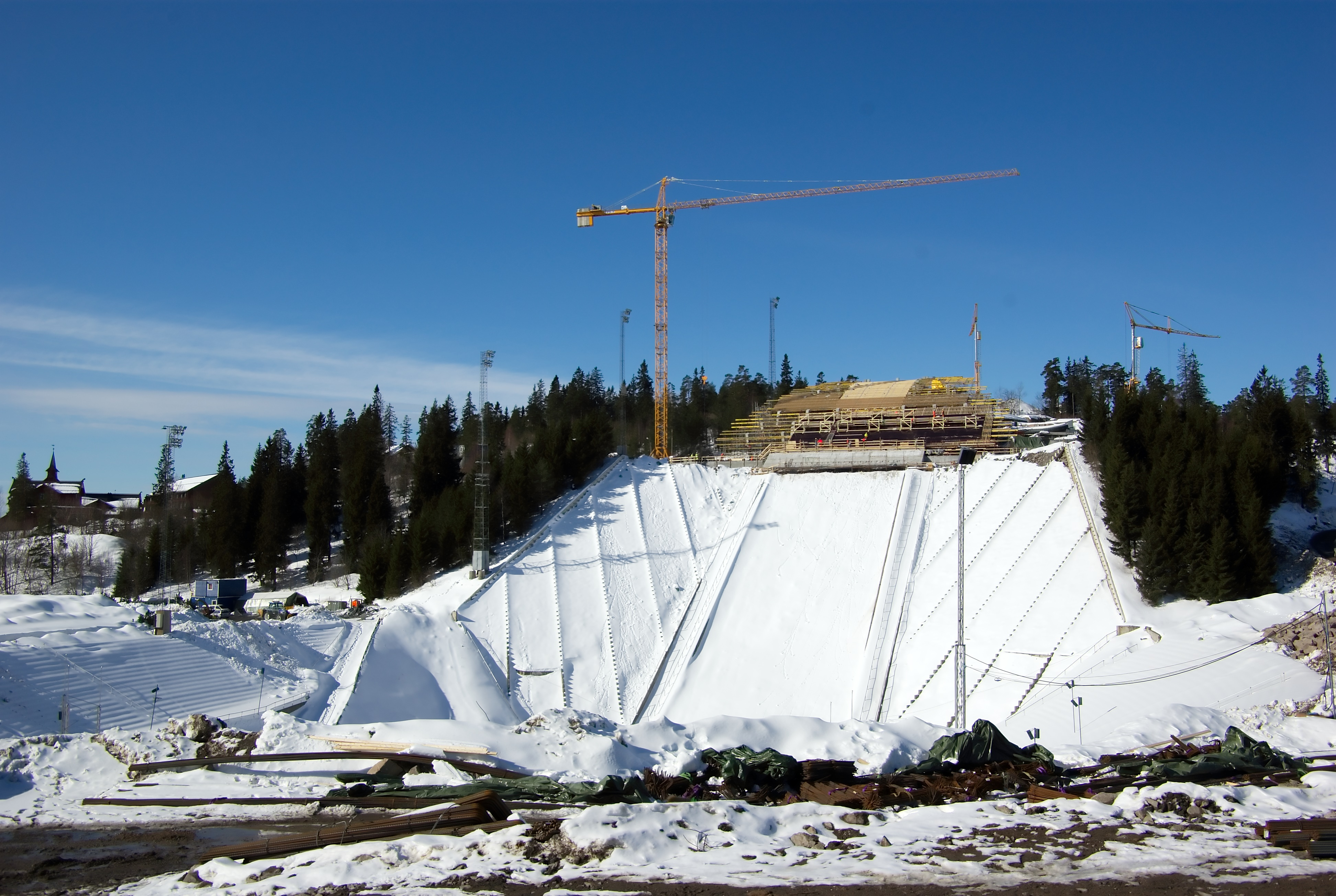
Die Baustelle der neuen Schanze im März 2009
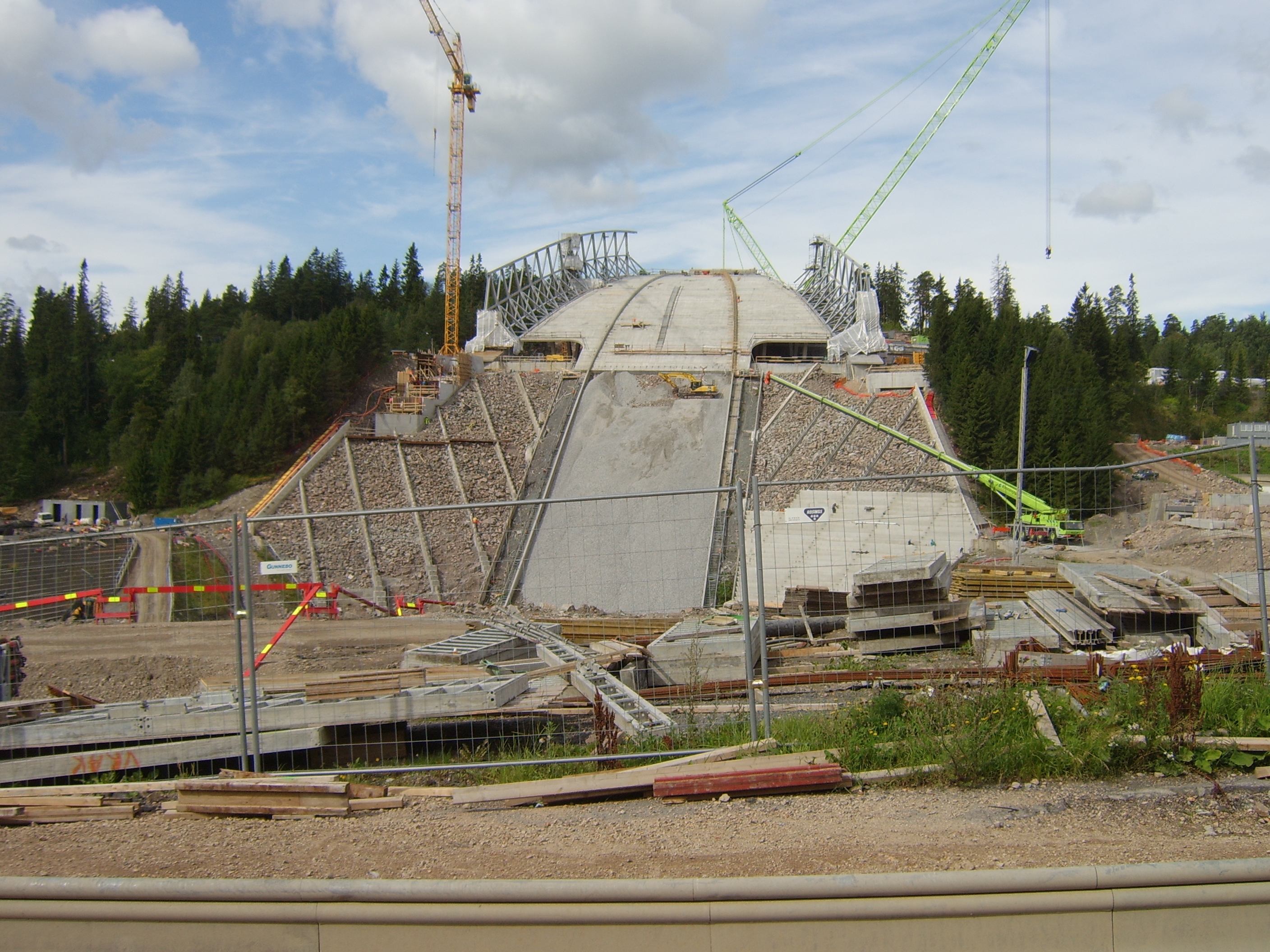
Die Baustelle der neuen Schanze im August 2009
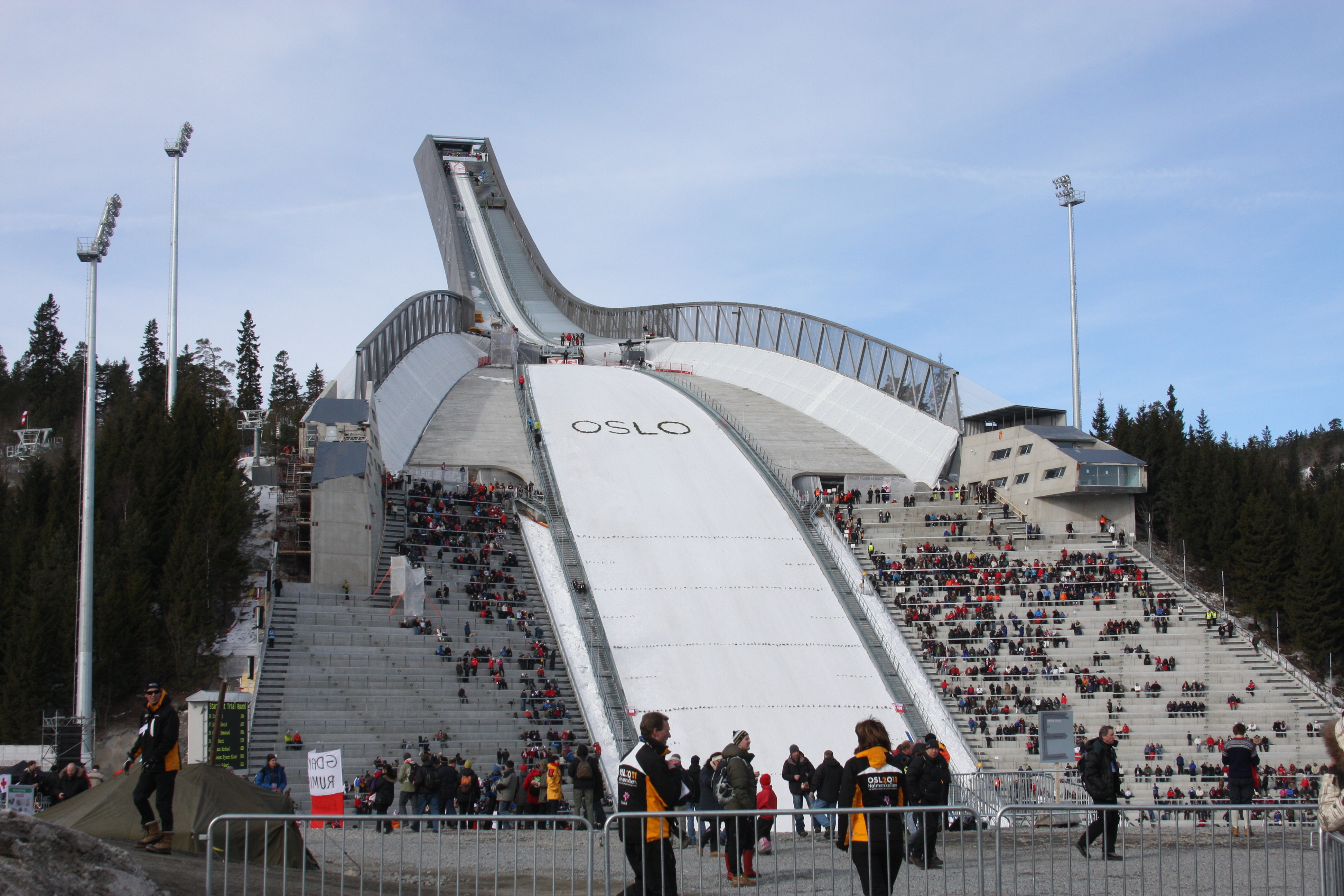
Die neue Schanze kurz vor ihrer Fertigstellung
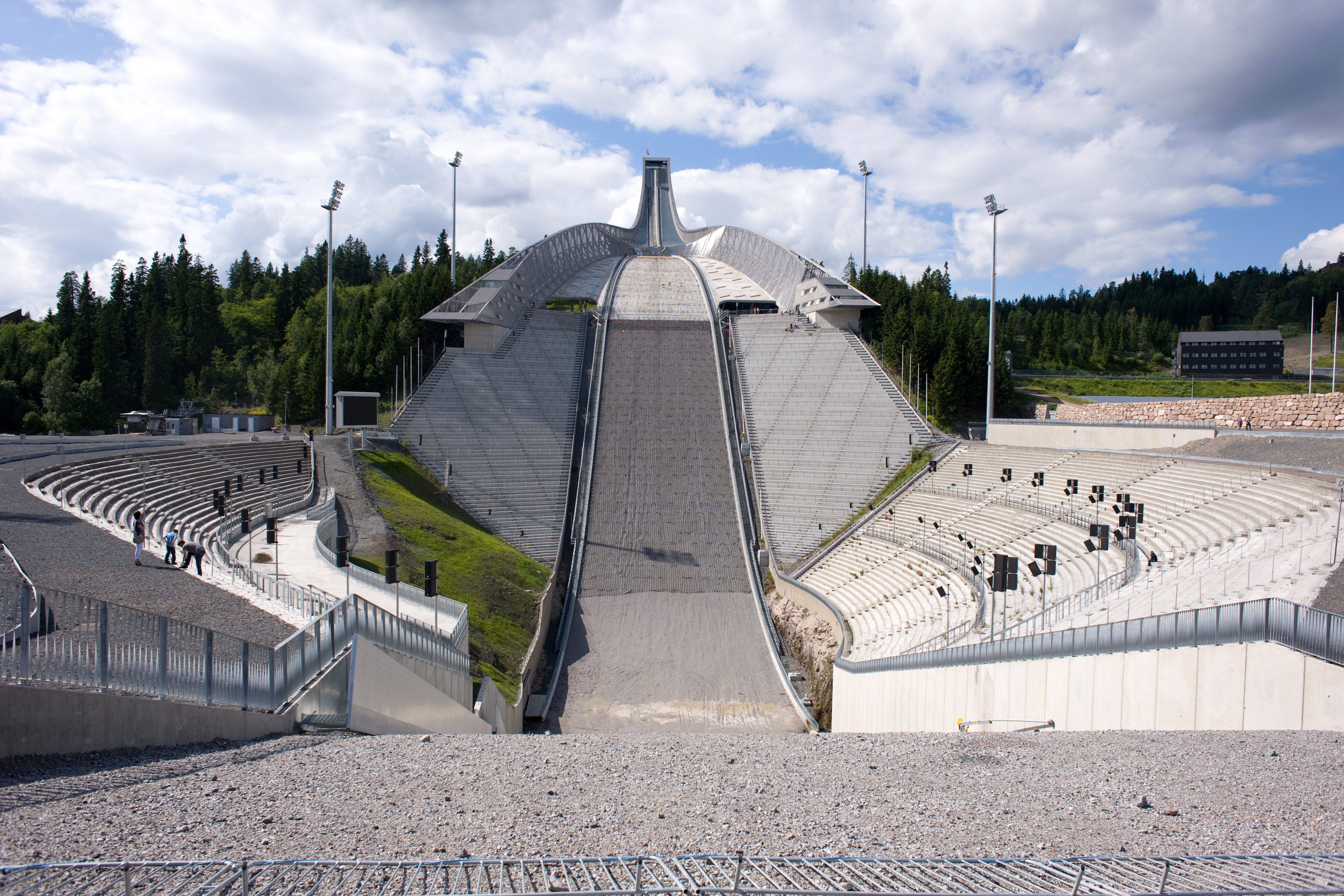
Stadion und Schanze im Juli 2011
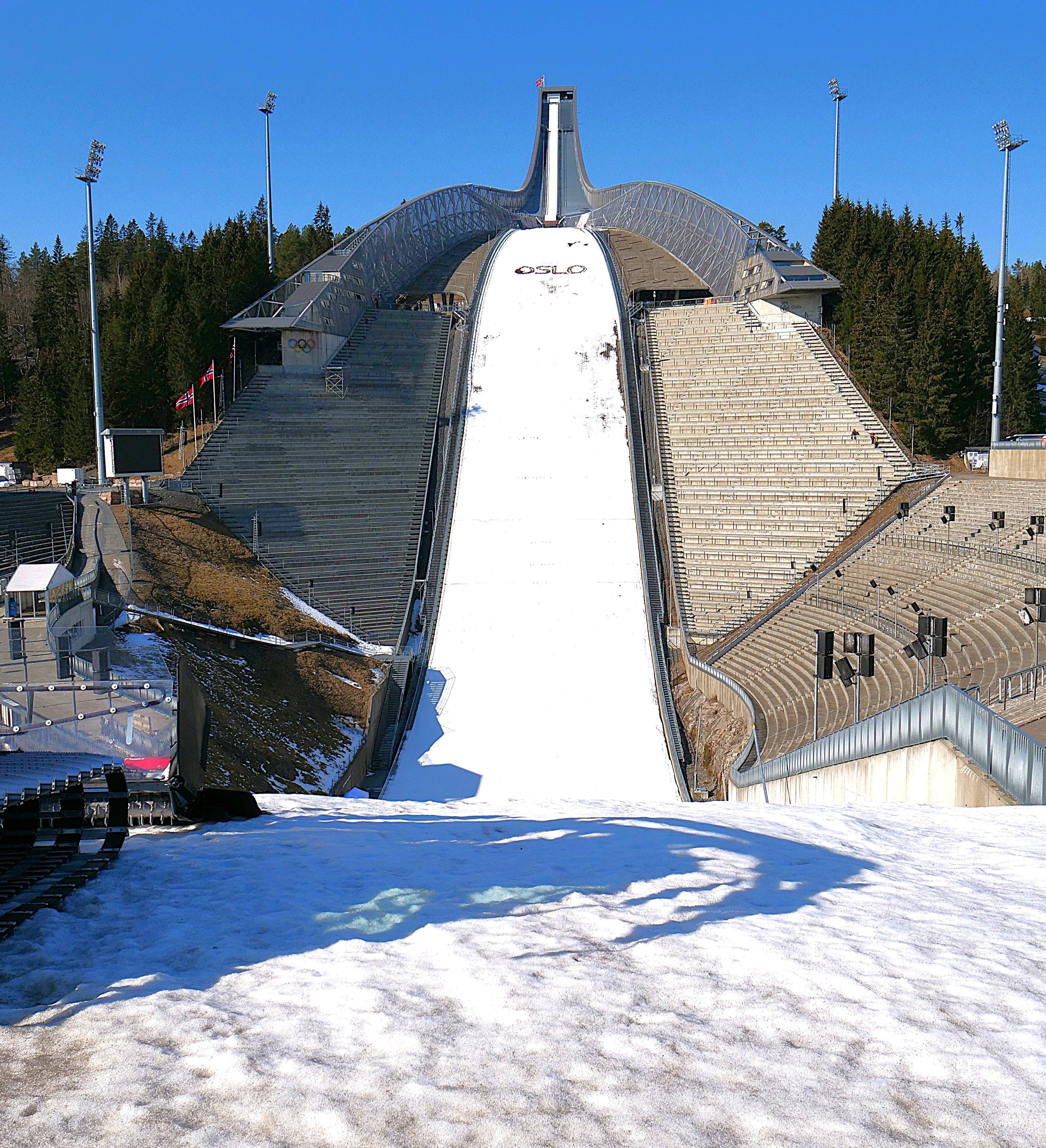
Holmenkollenschanze im März 2025